# Adam Wilczewski
Adam Wilczewski (ur. 1 kwietnia 1954 w Nowych Pieścirogach) – polski polityk, samorządowiec i nauczyciel akademicki, były wicewojewoda bialskopodlaski i lubelski.

## Życiorys
Uzyskał stopień naukowy doktora nauk kultury fizycznej, a w 2015 doktora habilitowanego w tej dziedzinie na podstawie pracy pt. Czy dystanse środowiskowe w rozwoju dzieci i młodzieży ze wschodniego rejonu Polski ulegają zmianie?. Zawodowo związany z Zamiejscowym Wydziałem Wychowania Fizycznego w Białej Podlaskiej Akademii Wychowania Fizycznego Józefa Piłsudskiego w Warszawie. Przez dwie kadencje (w latach 2002–2008) pełnił funkcję prodziekana do spraw nauki. Zatrudniony w Katedrze Biologii i Higieny.
Na początku lat 90. był dyrektorem Wydziału Spraw Społecznych Urzędu Wojewódzkiego w Białej Podlaskiej, następnie dyrektorem Wydziału Kultury, Sportu i Turystyki. Od 1990 do 1994 sprawował funkcję wiceprzewodniczącego Rady Miejskiej w Białej Podlaskiej. W latach 1997–2001 zajmował kolejno stanowiska wicewojewody bialskopodlaskiego (ostatniego w historii tego województwa) i wicewojewody lubelskiego. Należał do Stronnictwa Demokratycznego, KLD oraz Unii Wolności, z której przeszedł do Platformy Obywatelskiej. W 2001 bezskutecznie kandydował do Senatu z ramienia Bloku Senat 2001.
Został przewodniczącym lokalnych struktur PO, w 2006 i w 2010 uzyskiwał z jej list mandat radnego miasta. W 2006 został wiceprezydentem Białej Podlaskiej, odwołano go w 2007 po rozpadzie rządzącej miastem koalicji. W 2009 bez powodzenia kandydował do Parlamentu Europejskiego. W 2014 nie uzyskał mandatu radnego, objął go jednak wkrótce po rozpoczęciu kadencji w miejsce innego działacza PO powołanego na stanowisko zastępcy prezydenta miasta.
W 2005 został odznaczony Złotym Krzyżem Zasługi.

## Wybrane publikacje
- Ocena poziomu rozwoju biologicznego dzieci i młodzieży województwa bialskopodlaskiego, 1985
- Rozwój fizyczny i sprawność fizyczna dziewcząt oraz chłopców z województwa podlaskiego, 2008
- Szlaki turystyczne województwa bialskopodlaskiego, 1995